# 대한민국의 학생운동
대한민국의 학생운동은 대한민국의 중등교육 및 고등교육 기관 내 학생이 주도한 민주화운동ㆍ사회변혁운동을 의미한다. 본 문서는 1980년대 초부터 일어난 학생운동을 중심으로 서술한다.

## 역사
1980년대 초반 이후 대한민국의 학생운동은 반미주의라는 기초하에 뭉치게 되었다. 이후 이른바, '사회구성체 논쟁'을 통하여 이합집산을 거듭하였다.
- 제1차 사회구성체 논쟁(1984년 - 1985년): 'C-N-P 논쟁'이라고도 하며, CDR, NDR, PDR 세 가지 노선 사이에 일어났던 논쟁이다. 여기서 NDR노선이 다수 그룹이 된다.
- 제2차 사회구성체 논쟁(1986년 - 1987년): 'CA-NLPDR 논쟁'이라고도 하며, NDR 내 두 계파였던 NLPDR노선과 CA노선 사이에 일어났던 논쟁이다. 여기서 NLPDR노선이 다수 그룹이 된다.
- 제3차 사회구성체 논쟁(1988년 - 1990년): 'NL-PD 논쟁'이라고도 하며, NLPDR 내 두 계파였던 NL과 제독PD 사이에 일어났던 논쟁이다. 여기서 NL노선이 다수 그룹이 된다.

1991년 소련이 붕괴하자 대부분 보수주의, 자유주의, 사회민주주의 또는 현실 정치로 전향을 했다. 1990년대 말을 기점으로 사회구성체 논쟁에서 등장한 용어들은 사실상 사용되지 않는다.

## CDR
CDR은 시민민주주의혁명(Civil Democracy Revolution)의 약자로 당대 남한 사회를 '파쇼적 군사독재'로 규정하고, 당면 목표를 시민민주주의혁명으로 정한 학생운동 계파를 의미한다. 이들은 남한이 제1세계권에서 주변부 자본주의로 성장했기에 더 이상 식민지가 아니라고 하였으며, 파쇼적인 군사독재로 인해 그 봉건성이 상당히 남아 있고 대중의 민주주의 의식이 정체되어있기에 파쇼적 군사독재 체제를 끝장내고 시민민주주의를 이루어내야 한다고 주장하였다. 이들은 운동의 변혁중심세력을 광범한 대중이라고 하였는데, 민족자본가와 중소자산가 및 민주적 지식인의 역할을 상당히 강조했다는 점에서 당대 학생운동권 내에서는 우경주의라고 불렸다.

## IS
국제사회주의(International Socialism)의 약자이다. 이념적으로는 트로츠키주의 또는 신트로츠키주의를 따르던 범트로츠키주의 진영에 해당하였다. 이들은 계파에 따라 대한민국의 식민지성을 부정하거나 또는 긍정하였다. 공통적으로는 남한 혁명이 세계혁명의 틀 안에서 이루어져야 하며, 당면 목표는 사회주의혁명이라는 관점이었다. 현재 존재하는 IS파는 다함께가 있다.

## NDR
NDR은 민족민주주의혁명(National Democracy Revolution)의 약자로 당대 남한 사회를 식민지 또는 신식민지에 따른 반식민반자본주의(半植民半資本主義)라고 규정한 계파이다. 이들은 당면 혁명의 목표를 반봉건혁명(反封建革命)이라고 규정하였다. 이후 사회상에 대한 논의나 변혁의 중심세력에 대해서는 내부 계파마다 다른 입장을 취하고 있었다. 제1차 사회구성체 논쟁에서 다수를 점하였다.

### NLPDR
마오쩌둥 사상에 기반하여 '민족해방민중민주주의혁명'(National Liberation People's Democracy Revolution)을 주장한 NDR 계파이며, 이를 약자로 하여 NLPDR이라고 한다. 당시 단체로는 반미자주화반파쇼민주화투쟁위원회(약칭 자민투)가 대표적이었다. 대한민국의 식민지성을 인정하고, 이에 기초하여 대한민국 사회를 반식민반자본주의사회(半植民半資本主義社會)로 보는 것에 있다. 제2차 사회구성체 논쟁에서 다수를 점하였다. 이 계파에 속한 모든 분파는 조선민주주의인민공화국을 지지하는데, 이는 제독PD노선도 마찬가지이다. 하위 계파에 대한 설명 요약은 다음과 같다.
| 분파   | 대한민국 사회의 성격     | 당면 혁명의 과제             | 주요 모순           | 변혁의 주도 세력                        | 기타 참고 이론                | 조선민주주의인민공화국에 대한 입장                                                                                     | 정당                                         |
| ------ | ------------------------ | ---------------------------- | ------------------- | --------------------------------------- | ----------------------------- | --- | -------------------------------------------- |
| NL     | 식민지반봉건사회         | 민족해방부르주아민주주의혁명 | 민족 모순           | 광범한 기층 대중                        | 좌익 국민주의, 주체사상       | 평화통일의 대상이며, 제국주의 대항하는 자주적인 사회로 판단하기에 지지 대상으로 규정.                                  | 정의당(소수), 진보당(다수), 민중민주당(다수) |
| 제독PD | 신식민지독점자본주의사회 | 반제반독점인민민주주의혁명   | 계급 모순·민족 모순 | 노동자, 농민, 중소자산가, 혁명적 지식인 | 마르크스주의, 과학적 사회주의 | 평화통일의 대상이며, 생산수단 국유화와 전인민적 소유가 전면적으로 진행된 사회주의사회로 판단하기에 지지 대상으로 규정. | 진보당(소수), 민중민주당(소수)               |

NLPDR에서 파생된 학생운동계파는 NL과 제독PD가 있는데, 전자는 민족모순과 대중지도노선을 중시하며, 후자는 계급모순과 민족모순을 동등한 사안으로 두는 동시에 노농지도노선을 중시한다. 소련 붕괴 후 신자유주의자로 전향하였으며, 일부는 그대로 이론을 고수하여 소수 좌익 정당 및 단체에서 활동하고 있다. 현재 정당으로는 정의당과 진보당의 일부를 이루고 있다.

#### NL
NLPDR에서 민족모순을 강조한 모든 그룹을 통틀어 '민족해방'(National Liberation)이라고 칭한다. 이 계파는 남한 사회의 성격에 대해 식민지성과 봉건, 자본주의성이 동시에 존재하는 식민지반봉건주의(植民地半封建主義)라고 규정하였다. 이에 따라, 당면 목표는 민족해방민주주의혁명이며, 변혁세력은 전국민이고, 때에 따라 주도적 지도세력이 변화한다고 하였다. 이 이론은 경제사학자인 안병직의 식민지반봉건론(植民地半封建論)과 제3세계 종속이론에 영향을 받았다. 당대 혁명의 일차적 목표를 민족해방부르주아민주주의로 보았다는 점에서 ND와 유사점이 존재하며, 민족자본가와 중소자산가의 역할을 중시하기에 상대적으로 노동계급의 역할을 축소시키는 경향이 존재한다. 제3차 사회구성체 논쟁에서 다수를 점하였다.
1987년에 결성된 전국대학생대표자협의회의 다수파를 차지했고, 1993년에 성립된 한총련의 다수파였다. 1991년 12월에 결성된 민주주의민족통일전국연합도 역시 NL노선에 기초한 단체였다. 현재 유지되는 단체로는 2007년에 성립된 한국진보연대가 있다.

##### 비주사NL
NL노선 내에서 주체사상이 아닌, 독자적인 종속이론을 구상해야 한다는 흐름을 의미한다. 제2차 사회구성체 논쟁 이후 NL 진영에 가담한 CA계파는 이 '비주사NL'에 많이 가담하였다.

##### 주사파 NL
자주·민주·통일이라는 핵심 가치를 주장하며 주체사상을 추구하는 NL내 주류파이다. 이들은 주체사상과 남미 종속이론의 영향을 받았으며, 소련 붕괴 이후 민중민주주의 노선을 포기하고 부르주아민주주의 노선으로 온건화되었다. 단체로는 1990년 11월 20일 결성된 조국통일범민족연합이 있으며, 언론 단체로는 자주시보가 있다. 현실 정치에서는 경기동부연합이 있다.

#### 제독PD
제독PD는 반제반독점민중민주주의의 약자이며, 흔히 '민중민주'(People's Democracy)라고 하면 이 제독PD를 가리킨다. NLPDR계파의 한 분파이며, 대한민국 사회를 일제 시기와는 다른 '신식민지국가독점자본주의사회'(新植民地國家獨占資本主義社會, 신식국독자)로 규정한다. 신식민지사회는 '예속의 심화'에 기반한 자본주의발전을 불러오며, 1980년대 시점에서 한국자본주의 정도는 그 착취성에 따라 독점자본주의 단계(신식국독자)에 이르렀다고 판단하였다. 그러나, 여전히 민족모순은 남아 있기에 대한민국은 본질적으로 반식민반자본주의사회(半植民半資本主義社會)이며, 따라서 역시 당대 혁명의 단계를 봉건성과 독점자본주의성을 모두 해결하는 민중민주주의혁명으로 보았다. 이론적으로는 박현채(朴玄埰)의 신식민지국가독점자본주의론 및 마르크스-레닌주의, 마오쩌둥 사상의 영향을 받았다. 또한, 이들은 NL과 달리 계급모순과 민족모순을 동시에 강조한다. 이 계파의 이론은 엄밀히 말하여 NLPDR의 하위 범주에 속했으나, NLPDR 외의 계파에 속한 운동가들에게도 일정 영향을 주었다. 제3차 사회구성체 논쟁에서 소수를 점하였다. 당시 단체로는 서울사회과학연구소가 있었으며, 서울대학교 경제학과 및 철학과를 중심으로 형성되어있었다. 현재는 노동사회과학연구소와 진보당, 민중민주당의 일부를 이루고 있다.

### CA
1986년의 5·3 인천사태 직후 등장하였으며, 성균관대학교를 중심으로 일어난 학생운동계파이다. CA는 제헌의회(Constituent Assembly)의 약자이다. 이 노선의 기원은 80년대 당시 등장한 반제반파쇼민족민주투쟁위원회(약칭 민민투)가 기원이며, 당시 이들의 노선은 헌법제정민중의회(Constituent People's Assembly, 약칭 CPA) 노선이라고 불렸는데 이들 중 주류를 형성한 것이 CA계열이다. 남한 사회의 성격은 반식민지(半植民地)이기에 부르주아민주주의 개혁을 제대로 수행할 수 없다고 봤으며, 따라서 당시 혁명의 목표는 러시아 2월 혁명 당시 케렌스키 정부와 같은 정부를 구성하는 것이라고 하였다. 결과적으로, 기존 헌법을 철폐하고 새로운 정부를 구성해야 하기에 '제헌의회파'라고 불렸다. 제2차 사회구성체 논쟁에서 대부분 NDR노선의 다른 갈래 중 하나인 NLPDR노선에 흡수가 되었으나, 소수는 기존 노선을 그대로 유지하여 '민족민주주의'(ND)노선으로 불렸다. 이 계파에 속한 모든 분파는 조선민주주의인민공화국을 비판하는 입장이다. 하위 계파에 대한 설명 요약은 다음과 같다.
| 분파   | 대한민국 사회의 성격                          | 당면 혁명의 과제           | 주요 모순 | 변혁의 주도 세력 | 참고 이론                             | 조선민주주의인민공화국에 대한 입장                                        | 정당                                               |
| ------ | --------------------------------------------- | -------------------------- | --------- | ---------------- | ------------------------------------- | ------------------------------------------------------------------------- | -------------------------------------------------- |
| ND     | 식민지파쇼사회                                | 반파쇼부르주아민주주의혁명 | 민족 모순 | 광범한 기층 대중 | 제3세계 종속이론, 혁명적 마르크스주의 | 평화통일의 대상이나, 왜곡된 사회주의사회로 판단하기에 비판 대상으로 규정. | 민주당계 정당(소수), 정의당(소수), 진보당(소수)    |
| 제파PD | 신식민지파쇼사회, 식민지파쇼사회, 파쇼사회 등 | (불분명)                   | 계급 모순 | 노동자           | 마르크스주의                          | 평화통일의 대상이나, 봉건적 독재사회로 판단하기에 비판 대상으로 규정.     | 정의당(소수), 노동당(다수), 사회변혁노동자당(다수) |

CA에서 파생된 학생운동계파는 ND와 제파PD가 있는데, 엄밀히 말해서, CA 내 운동가들은 NLPDR계파와는 달리 둘 중(ND와 제파PD) 어느 하나에 완전히 소속된 자들이 거의 존재하지 않았다. 소련 붕괴 후에 사회자유주의자 또는 사회민주주의자로 전향하였고, 제도권에 많이 진출하였는데 김문수(金文洙), 노회찬(魯會燦), 심상정(沈相奵) 등의 제도권 정치 인물을 배출하였다. 전향자들은 현재 대한민국의 민주당계 정당과 정의당의 주류파로 자리매김하고 있으며, 당시 단체로는 서울노동운동연합(약칭 서노련)과 인천지역민주노동자연맹(약칭 인민노련)이 있었다.

#### ND
ND는 민족민주주의(National Democracy)의 약자이다. 이들은 제2차 사회구성체 논쟁에서 NLPDR에 합류하기를 거부한 CA를 통틀어 의미한다. 이들은 남한 사회 성격에 대해 식민지성과 봉건성, 파쇼성이 동시에 존재하는 식민지파쇼체제라고 규정하였고, 당면 목표는 민족민주주의혁명이라고 규정했다. 변혁세력은 전국민이며, 때에 따라 주도적 지도세력이 변화할 수 있으며, 주된 모순은 민족모순이라고 했다는 점에서 NL과 유사한 면이 존재한다. 그러나, 대한민국의 독자성을 강조하고, 자유주의 정치인의 역할을 긍정하며, 혁명 지도에 있어서 조선민주주의인민공화국의 위치를 부정한다는 점에서 NL과 다른 점이 존재한다. 당시 단체로는 남한사회주의노동자동맹(약칭 사노맹)이 있었다. 소련 붕괴 후에는 대다수가 자유주의자로 전향하여 민주당계 정당의 주요 일원으로 되었다.

#### 제파PD
제파PD는 반제반파쇼민중민주주의의 약자인데, 명칭상일 뿐, 사실상 민중민주주의노선을 따른다고 보기 어려운 범마르크스주의계통 분파였다. 따라서 엄밀히 말하여 제독PD와 그 뿌리가 완전히 다르다. 이들은 CPA계파 내에서 계급모순을 중시하는 분파였으며, CA의 주류 노선을 비판한 비주류 노선이었다. 이들은 초기에 NDF(National Democracy Front) 노선이라 불렸는데, 이후 이합집산을 거듭하여 형성되었다. 이들은 남한 사회가 미제국주의의 영향을 받는다는 것을 인정했으나, 이것을 '식민지'로 규정하냐에 대해서는 내부 계파마다 달랐다. 이 계파는 반민주주의적 파쇼성을 강조한다는 점에서 '신식민파쇼체제론'을 주장하였으며, 당면 투쟁에서 사회주의로의 이행기를 쌓는 토대로의 역할보다는, 부르주아민주주의의 확립을 강조하였다. 또한, 제독PD에 비해 계급모순을 더욱 중시하며, 조선민주주의인민공화국에 대해선 제독PD와 달리 높은 반대 입장을 표시하고 있었다. 변혁주도세력을 노동자로 본다는 점에서느 제독PD와 어느 정도의 유사점을 갖고 있다. 이들은 소련 붕괴 전부터 알튀세르의 구조주의, 신마르크스주의 등 여러 서유럽 공산주의 이론에 관심을 기울였으며, 소련 붕괴 이후에는 대부분이 사회민주주의자를 자처하였다. 현재 전국학생행진 및 노동당과 사회변혁노동자당의 다수를 점하고 있다.

## PDR
PDR은 민중민주주의혁명(People's Democracy Revolution)의 약자이다. 이 계파는 남한 사회의 식민지성과 신식민지성을 모두 부정하였지만, 독점자본주의성은 긍정하였으며, 계급모순을 중시하였다. 하지만, 혁명론에서 민중민주주의혁명론을 따랐는데, 이는 식민지성을 인정하지 않는 PDR노선에서 엄연히 모순적인 노선이었다. 왜냐하면, 식민지성이 존재하지 않으면, 봉건성이 없기에 곧바로 사회주의혁명을 주장해야 했기 때문이다. 따라서, 이론의 허점으로 인해 극소수파를 점하게 되었다. 민중민주파로 오해되는 경우가 있으나, 민중민주파는 NDR계통에서 파생된 그룹이며, PDR계통은 PD노선과 관련이 없다.

## PTR
PTR은 무산계급혁명(Proletarian Revolution)의 약자이다. 이승만 정부 시기 유상몰수 유상분배라는 원칙의 토지 분배 시행과 한국 전쟁의 여파로 인해 남한 사회는 봉건적 유제(遺制)는 남아 있지만, 원칙적으로는 자본주의 단계라고 분석하였다. 그리고 이후 1970년대 후반부터 자본 축적 수준이 독점자본주의단계로 들어서게 되면서 남한 사회가 독점자본주의 단계에 이르렀기에 곧바로 사회주의혁명을 목표로 해야 한다고 주장했다. 따라서 자연스럽게 계급모순을 중시하였으나, 그렇다고 대한민국 사회에서 특수성에 해당하는 민족 통일 및 반미주의라는 가치를 경시하지는 않으며, 변혁주도세력은 노동자와 빈농, 혁명적 지식인으로 정하였다. 학생운동계파에서는 좌경적인 노선으로 인식되었으며, 극소수였기에 이렇다 할 단체를 구성한 적이 없는 계파이다. 이념적으로는 마르크스-레닌주의와 반수정주의를 중시하고 있다. 현재 언론 단체로는 전국노동자정치협회가 있다.